# Me Amarás
«Me Amarás» (с исп. — «Ты полюбишь меня») — второй студийный альбом пуэрто-риканского поп-певца Рики Мартина, выпущенный 25 мая 1993 года. Продюсером альбома стал Хуан Карлос Кальдерон, который написал все песни для этого альбома, кроме песни Лоры Брэниган «Self Control» под названием «Que Día es Hoy», испанской версии «Hooray! Hooray! It's a Holi-Holiday».

## Список композиций
| №   | Название                              | Автор(ы)                          | Длительность |
| --- | ------------------------------------- | --------------------------------- | ------------ |
| 1.  | «No Me Pidas Más»                     | Хуан Карлос Кальдерон             | 3:33         |
| 2.  | «Es Mejor Decirse Adiós»              | Кальдерон                         | 3:28         |
| 3.  | «Entre el Amor y los Halagos»         | Кальдерон                         | 4:20         |
| 4.  | «Lo Que Nos Pase, Pasará»             | Кальдерон                         | 3:55         |
| 5.  | «Ella Es»                             | Кальдерон                         | 4:46         |
| 6.  | «Me Amarás»                           | Кальдерон                         | 4:33         |
| 7.  | «Ayúdame»                             | Кальдерон                         | 4:15         |
| 8.  | «Eres Como el Aire»                   | Кальдерон                         | 4:08         |
| 9.  | «Que Dia Es Hoy»                      | Майкел Херцог                     | 4:28         |
| 10. | «Hooray! Hooray! It's a Holi-Holiday» | Фрэнк Фариан, Фред Джей, Лео Напи | 3:14         |